# Stenotarsus circumdatus
Stenotarsus circumdatus es una especie de coleóptero de la familia Endomychidae.

## Distribución geográfica
Habita en México.